# Calgary Opera
Calgary Opera è una compagnia d'opera canadese con sede a Calgary, Alberta. La compagnia ha la sua sede amministrativa presso il Mamdani Opera Centre, una struttura di 2.700 metri quadri (29.000 piedi quadri) nella Wesley United Church, dal luglio 2005. La compagnia offre le sue produzioni stagionali principali al Southern Alberta Jubilee Auditorium. Durante l'estate la compagnia presenta Opera in the Village, l'unico festival lirico estivo all'aperto canadese.

## Storia
La compagnia è stata fondata nel 1972 come Southern Alberta Opera Association. L'associazione inizialmente eseguì due produzioni operistiche all'anno, dal 1973 al 1977. Alexander Gray fu il primo direttore artistico della Southern Alberta Opera Association e mantenne la carica fino al 1976. Nel 1976 l'associazione nominò Brian Hanson sia come direttore generale che direttore artistico. Durante il mandato di Hanson, l'associazione ha ampliato la sua stagione a tre produzioni per stagione, a partire dal 1978. Hanson ha descritto la sua filosofia generale di programmazione di opere per la compagnia come "qualcosa di vecchio, qualcosa di nuovo, qualcosa di leggero".
Nel 1983, la Southern Alberta Opera Association cambiò ufficialmente il suo nome in Calgary Opera. La compagnia ha presentato stagioni ulteriormente ampliate di quattro produzioni nel 1983, 1985, 1986 e 1988. Hanson si è ritirato dal suo incarico nel 1988. David Speers, in precedenza vicedirettore generale della compagnia, è succeduto ad Hanson nel 1988. La compagnia ha messo in scena cinque opere nel 1990 e quattro opere nel 1991. Speers ha concluso il suo mandato nel 1998.
Nel 1998 W.R. ("Bob") McPhee divenne direttore generale della Calgary Opera. La compagnia ha messo in scena quattro produzioni nel 2001, 2002 e 2004. Da luglio 2004 a settembre 2005, il Southern Alberta Jubilee Auditorium è stato chiuso per lavori di ristrutturazione. La compagnia ha istituito il suo Emerging Artist Development Program nel 2004 ed ha ricevuto un sostegno di $375.000 (CDN) dal Canada Arts Training Fund nel periodo dal 2010 al 2013. Il programma "Opera in the Village" è iniziato durante il mandato di McPhee. Nel marzo 2015 la compagnia ha annunciato una partnership con la Calgary Stampede che porterà alla costruzione di un nuovo centro lirico per la compagnia, su un terreno fornito dalla Calgary Stampede. McPhee si è ritirato dalla carica di direttore generale della compagnia il 3 marzo 2017, a causa di problemi di salute. Taras Kulish e Lauren Martin successivamente sono stati i leader ad interim dell'azienda. Nel dicembre 2017 la società ha annunciato la nomina di Keith Cerny come successivo direttore generale, a partire da gennaio 2018. Nell'agosto 2018 la società ha annunciato la partenza di Cerny come direttore generale, a far data da gennaio 2019.
Gordon Gerrard è stato direttore residente e répétiteur della compagnia per quattro stagioni, a partire dal 2009. Christopher ('Topher') Mokrzewski è succeduto a Gerrard come direttore residente e répétiteur con la compagnia nel 2013. Nell'ottobre 2017, la compagnia ha annunciato la nomina di Kimberley-Ann Bartczak come suo prossimo direttore d'orchestra residente e répétiteur. La Bartczak è stata la prima donna direttrice ad essere nominata a questo posto.
Bramwell Tovey è stato direttore artistico della società da gennaio 2019 a ottobre 2020. Heather Kitchen è l'attuale amministratore delegato e amministratore delegato della società. Nel settembre 2021 la società ha annunciato la nomina di Jonathan Brandani come nuovo direttore artistico.

## New work
La Calgary Opera ha commissionato e/o presentato diverse nuove opere di compositori canadesi, tra cui le seguenti:
- Allan Gordon Bell e Rick McNair: Turtle Wakes (2001; opera in un atto per un pubblico giovane)
- John Estacio e John Murrell: Filumena (2003)
- John Estacio e John Murrell: Frobisher (2007)
- Allan Gilliland e Val Brandt: Hannaraptor (2008; opera in un atto per un pubblico giovane)
- Bramwell Tovey e John Murrell: The Inventor (2011)
- Arthur Bachmann e Clem Martini: What Brought Us Here (2012)

La Calgary Opera è stata anche commissaria associata dell'opera Moby-Dick di Jake Heggie e Gene Scheer del 2012, insieme alla Dallas Opera, la San Francisco Opera, la San Diego Opera e la State Opera of South Australia.